# Jules Sof
Jules George Sof (Paramaribo, 25 februari 1914) was voor de Surinaamse onafhankelijkheid lid van de Staten van Suriname voor de NPS. 

## Biografie
Hij werd geboren als zoon van de winkelbediende Egbertus Charles Godfried Sof (geboren 1863). In 1954 kwam hij in het hoofdbestuur van de NPS waar hij ook secretaris is geweest. Enkele maanden later werd hij bij tussentijdse verkiezingen (als gevolg van het overlijden van NPS-statenlid F.J.A. Murray) in het district Marowijne gekozen. Bij de verkiezingen van 1955 verloor de NPS bijna alle zetels in het parlement en ook Sof werd niet herkozen. Hij was ambtenaar in Moengo toen hij in 1958 terugkeerde in de Staten van Suriname. Hij zou dit keer elf jaar parlementslid blijven en was daar ook fractieleider. Bij de verkiezingen van 1969 en 1973 was hij zonder succes de NPS-kandidaat in Boven-Marowijne.